# خوان كاستيلو
خوان غييرمو كاستيلو إريارت (بالإسبانية: Juan Guillermo Castillo Iriart) (مواليد 17 أبريل 1978 في دورازنو) لاعب كرة قدم أوروغواياني يلعب حاليا في نادي ديبورتيفو كالي الكولومبي.

## مسيرته الكروية
لعب خوان كاستيلو خلال مسيرته الاحترافية مع 13 ناديًا في أربعة وعشرون موسمًا ولم يسجل خلالها أي هدف ضمن 404 مباراة. حيث فاز في موسم واحد بالكأس ولم يفز بأي دوري.
خاض خوان كاستيلو مسيرته مع نادي ديفينسور سبورتينغ في موسم 1998 في المرة الأولى واستمر معه طيلة ثلاثة مواسم ثم في موسم 2002 ليلعب معه خمسة مواسم، مشاركًا طوالها في 104 مباراة ولم يسجل أي هدف. ثم انتقل إلى Huracán Buceo ‏ ما بين عامي 2001 و2002 لمدة موسم واحد، حيث شارك في 30 مباراة ولم يسجل أي هدف أيضًا. لينتقل بعدها إلى نادي بنيارول في موسم 2006–07 في المرة الأولى ولمدة موسمين ثم في موسم 2013–14 لمدة موسم واحد، مشاركًا طوالها في 60 مباراة ولم يسجل أي هدف أيضًا. ثم انتقل إلى نادي بوتافوغو ريغاتاس في عامي 2008-2010 ولمدة موسمين، مشاركًا في 32 مباراة ولم يسجل أي هدف أيضًا. هذا وانتقل لاحقًا إلى نادي ديبورتيفو كالي ما بين عامي 2010 و2011 لمدة موسم واحد، مشاركًا في 31 مباراة ولم يسجل أي هدف أيضًا. ثم انتقل بعدها إلى نادي كولو-كولو ما بين عامي 2011 و2012 لمدة موسم واحد، مشاركًا في 24 مباراة ولم يسجل أي هدف أيضًا. ليعود وينتقل من جديد، لكن هذه المرة إلى نادي ليفربول في موسم 2011–12 لمدة موسم واحد، مشاركًا في 15 مباراة ولم يسجل أي هدف أيضًا. لينتقل بعدها إلى نادي دانوبيو في موسم 2012–13 لمدة موسم واحد، مشاركًا في 13 مباراة ولم يسجل أي هدف أيضًا. ثم لعب في نادي ديبورتيفو باستو ما بين عامي 2014 و2015 لمدة موسم واحد، مشاركًا في 16 مباراة ولم يسجل أي هدف أيضًا. ليعود ويرتحل عنه إلى Patriotas Boyacá ‏ في عامي 2015-2017 ولمدة موسمين، مشاركًا في 42 مباراة ولم يسجل أي هدف أيضًا. ثم انتقل إلى جوفينتود ما بين عامي 2017 و2018 لمدة موسم واحد، مشاركًا في 22 مباراة ولم يسجل أي هدف أيضًا. لينتقل بعدها إلى سنترو أتلتيكو فينكس ‏ ما بين عامي 2018 و2019 لمدة موسم واحد، مشاركًا في 3 مباريات ولم يسجل أي هدف أيضًا.

## روابط خارجية
- خوان كاستيلو على موقع الاتحاد الدولي (مؤرشف)  (الإنجليزية)
- خوان كاستيلو على موقع قاعدة بيانات كرة القدم.إي يو (الإنجليزية)
- خوان كاستيلو على موقع ناشيونال فوتبول تيمز (الإنجليزية)
- خوان كاستيلو على موقع Soccerway.com (الإنجليزية)
- خوان كاستيلو على موقع عالم كرة القدم.نت (الإنجليزية)
- خوان كاستيلو على موقع كووورة
- خوان كاستيلو على موقع AS.com (الإسبانية)